# Бернолсхајм
Bernolsheim (фр. Bernolsheim) насеље је и општина у источној Француској у региону Алзас, у департману Доња Рајна која припада префектури Стразбур Кампањ.
По подацима из 2011. године у општини је живело 615 становника, а густина насељености је износила 181,42 становника/km². Општина се простире на површини од 3,39 km². Налази се на средњој надморској висини од 175 метара (максималној 191 m, а минималној 147 m).

## Демографија
| 1962. | 1968. | 1975. | 1982. | 1990. | 1999. | 2011. |
| ----- | ----- | ----- | ----- | ----- | ----- | ----- |
| 253   | 272   | 298   | 338   | 436   | 510   | 615   |

График промене броја становника у току последњих година